# Melvin de Leeuw
Melvin de Leeuw (* 25. April 1988 in Bergen op Zoom) ist ein niederländischer Fußballspieler.

## Karriere
Das Fußballspielen lernte Melvin de Leeuw in den Jugendmannschaften der Vereine RKSV Halsteren, NAC Breda und RBC Roosendaal in den Niederlanden. Seinen ersten Vertrag unterschrieb er 2007 beim niederländischen Zweitligisten RBC Roosendaal. Für Roosendaal spielte er 94 Mal und schoss dabei 18 Tore. 2011 wechselte er nach Leeuwarden zum Ligakonkurrenten SC Cambuur. 59 Mal stand er für den Club auf dem Spielfeld. Mitte 2013 zog es ihn nach Schottland, wo er sich dem Erstligisten Ross County anschloss. Hier schoss er in 39 Spielen neun Tore. 2015 ging er nach Asien, wo er einen Vertrag beim thailändischen Erstligisten Army United in Bangkok unterschrieb. Nach dem Abstieg der Army verließ er den Verein und ging zum Zweitligisten Khon Kaen United FC. Nachdem der Verein während der Saison 2016 vom Verband gesperrt wurde, wechselte er im Oktober 2016 zum Lanexang United FC nach Laos. Für den Verein stand er bis Dezember elfmal auf dem Spielfeld. 2017 unterschrieb er wieder einen Vertrag bei seinem ehemaligen Verein Army United. Zur Rückserie wurde er an den Ligakonkurrenten Lampang FC abgegeben. Bis Ende 2019 spielte er mit Lampang in der zweiten Liga. 2020 wechselte er zum Ligakonkurrenten Chiangmai United FC nach Chiangmai. Im März 2021 feierte er mit Chiangmai die Vizemeisterschaft und den Aufstieg in die erste Liga. Nach 14 Erstligaspielen wurde sein Vertrag nach der Hinrunde nicht verlängert. Zur Rückrunde 2021/22 schloss er sich dem Zweitligisten Sukhothai FC an. Am Ende der Saison 2021/22 feierte er mit dem Verein aus Sukhothai die Vizemeisterschaft und den Aufstieg in die erste Liga. Für den Aufsteiger absolvierte er 15 Zweitligaspiele. Nach dem Aufstieg verließ er Sukhothai und schloss sich im Sommer 2022 seinem ehemaligen Verein, dem Erstligaabsteiger Chiangmai United FC, an. Hier stand er bis Sommer 2023 unter Vertrag und absolvierte insgesamt 31 Ligaspiele. Nach der Saison wurde sein Vertrag nicht verlängert. Im Sommer 2023 kehrte er in seine Heimat zurück. Hier schloss er sich dem Viertligisten RKSV Halsteren in Halsteren an.

## Erfolge
SC Cambuur
- Eerste Divisie: 2012/13

Chiangmai United FC
- Thai League 2: 2020/21 (Vizemeister)  ▲

Sukhothai FC
- Thai League 2: 2021/22 (Vizemeister)  ▲